# Президентские выборы на Мальдивах (2013)
Президентские выборы на Мальдивах прошли 7 сентября. Партия национального единства подтвердила, что действующий президент Мальдив Мохаммед Вахид Хассан Маник будет участвовать в президентских выборах. Изначально президентские выборы должны были состояться в июле 2013 года, но в феврале 2013 избирательная комиссия Мальдивов объявила, что выборы состоятся в сентябре 2013 года.
Повторные президентские выборы прошли 9 ноября 2013 года.

## Первый тур
Первый тур выборов прошёл 7 сентября 2013 года, результаты:
- Мохаммед Нашид — 45 % голосов.
- Абдулла Ямин — 25,5 % голосов.
- Касим Ибрагим — 24 % голосов.
- Мохаммед Вахид Хассан Маник — 5,3 % голосов.

Второй тур выборов должен был пройти 28 сентября. Однако 24 сентября второй тур был перенесён на неопределённый срок. Попытка провести второй тур 19 октября была запрещена, а результаты голосования 7 сентября аннулированы.
Избирательная комиссия постановила, что первый тур повторных президентских выборов состоится 9 ноября, а в случае необходимости второй тур состоится 16 ноября.

## Повторные президентские выборы
Повторные президентские выборы прошли 9 ноября 2013 года.
По результатам первого тура:
- Мохаммед Нашид — 46,4 % голосов.
- Абдулла Ямин — 30,3 % голосов.
- Касим Ибрагим — 23,4 % голосов.

Второй тур прошёл 16 ноября 2013 года. Победу на них одержал Абдулла Ямин, набравший 51,3 % голосов избирателей. Его конкурент — Мохамед Нашид, набравший 48,6 % голосов избирателей, признал своё поражение.